# Barkeria strophinx
Barkeria strophinx är en orkidéart som först beskrevs av Heinrich Gustav Reichenbach, och fick sitt nu gällande namn av Federico Halbinger. Barkeria strophinx ingår i släktet Barkeria och familjen orkidéer. Inga underarter finns listade i Catalogue of Life.

## Bildgalleri

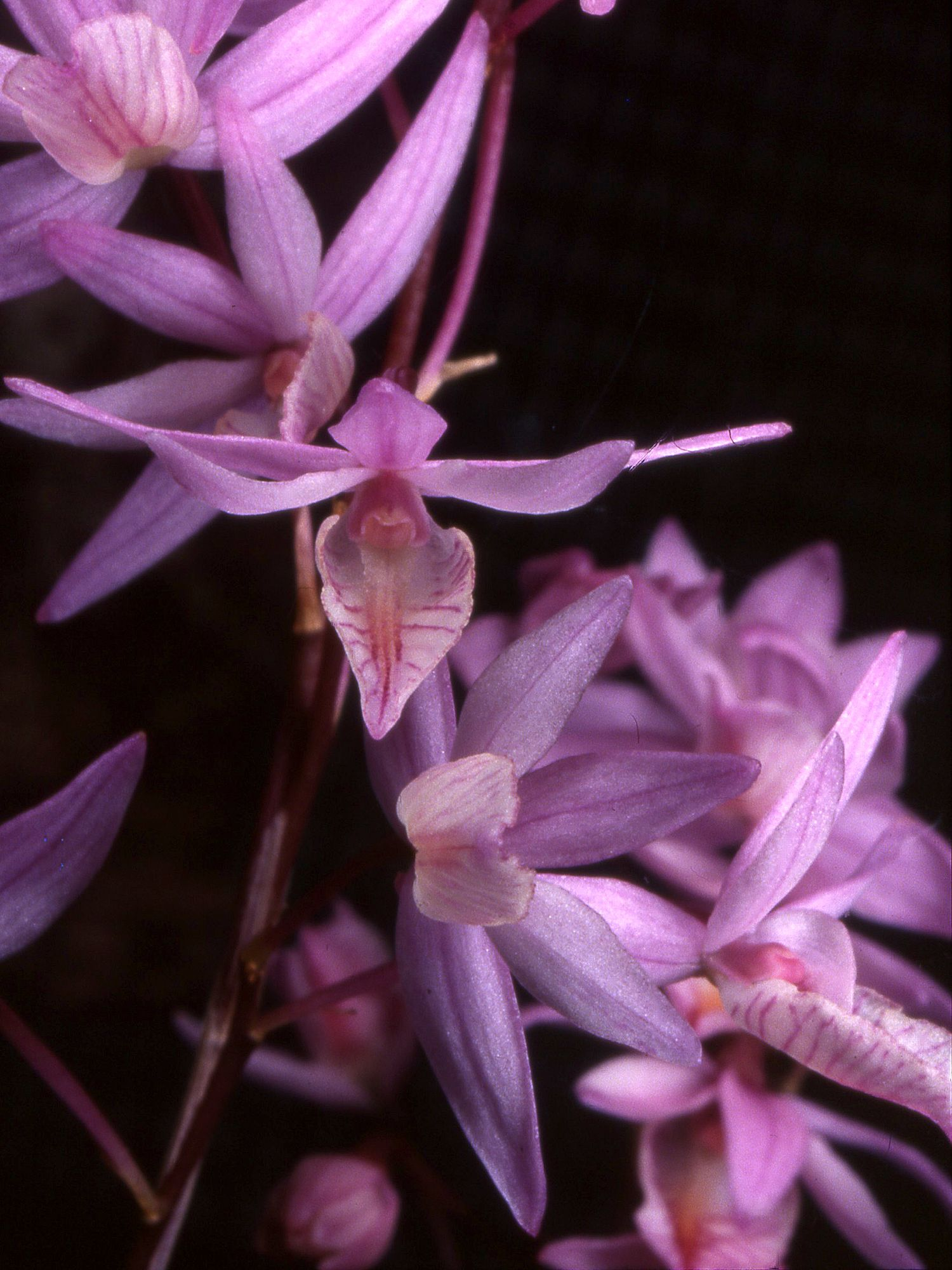